# La avenida de las acacias
La avenida de las acacias  es una película muda en blanco y negro chilena de 1918 dirigida por Arturo Mario. Basada en la novela del mismo nombre de Egidio Poblete, es una comedia policial que narra el secuestro de una joven por una banda de delincuentes.

## Producción
La cinta se basa en la novela La avenida de las acacias, del escritor y periodista chileno Egidio Poblete, conocido por el seudónimo de Ronquillo. Fue realizada por la productora Frey Films de Valparaíso, que había realizado la película Alma chilena de 1917 y Todo por la patria o el girón de la bandera de 1918.
Fue cinta fue dirigida por Arturo Mario, también realizador de la dirección artística junto a su esposa María Padín, además de participar en papeles protagónicos.
Su estreno fue el 20 de julio de 1918, en los teatros Colón y Apolo de Valparaíso. En Santiago el 2 de septiembre de 1918.

## Recepción
La revista de cine La semana cinematográfica de 1918 señaló: En cuanto al éxito que esta nueva producción nacional ha obtenido en Valparaíso, ha sido tan grande o mayor que el de las anteriores producciones de la Hans Frey, a juzgar por los entusiastas elojios que le ha tributado la prensa porteña.

## Reparto

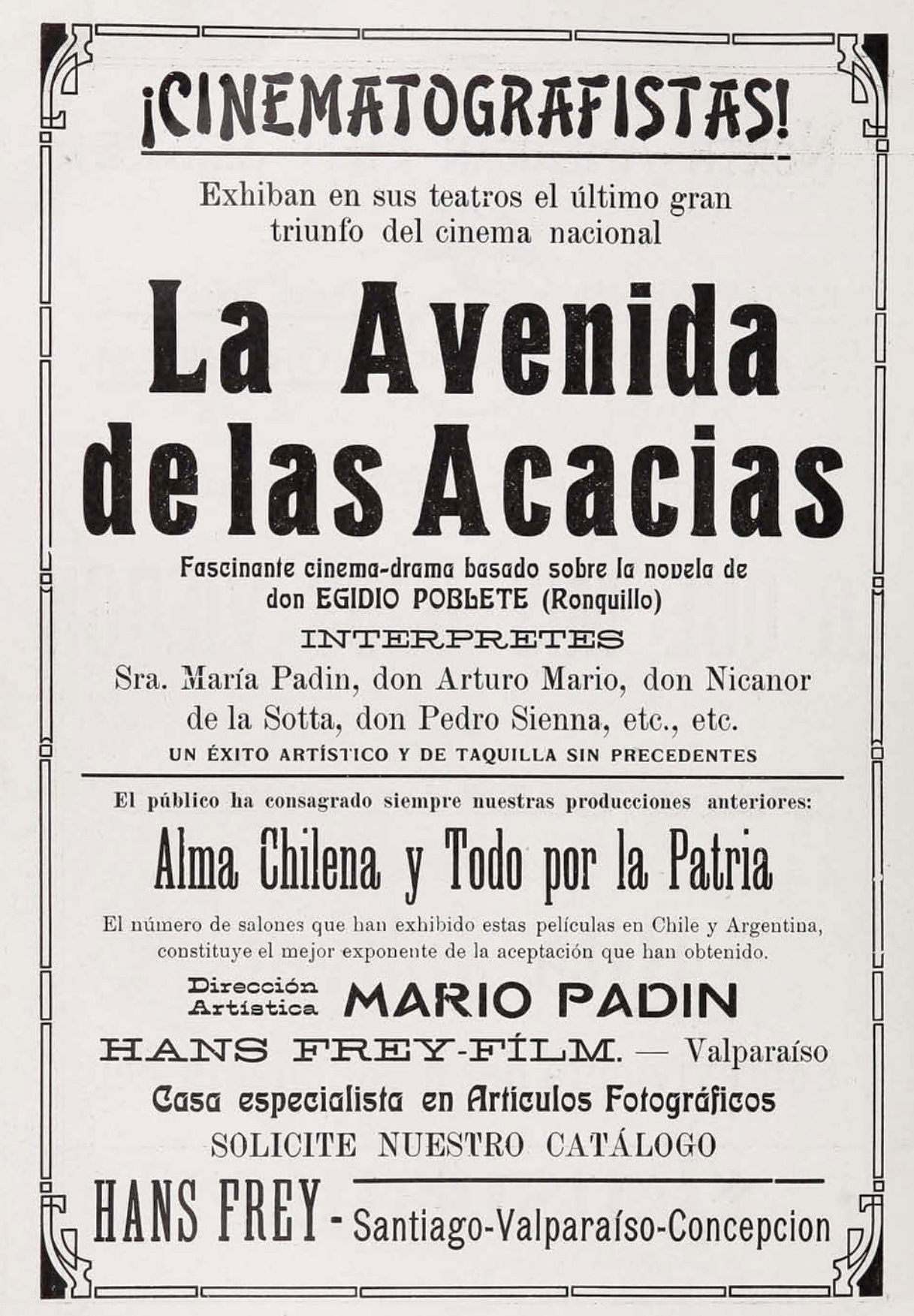
Publicidad de la película en la revista La semana cinematrografica (1918).

| Actor               | Personaje       |
| ------------------- | --------------- |
| María Padín         | Leonor          |
| Isidora Reyé        | Alicia          |
| Pilar García        | Micaela         |
| Gina Droguetti      | Leonor niña     |
| Nicanor de la Sotta | Ricardo Rosales |
| Arturo Mario        | Jacobo Moreno   |
| Pedro Sienna        | M. Robinson     |
| Luis Romero Z.      | El Pollo        |
| Nemesio Martínez    | Martínez        |
| Víctor Bertullo     | Villaroel       |
| José Seguí          | El Prefecto     |